# Terremotos de El Salvador 1951
Los terremotos de El Salvador de 1951 fueron una serie de 2 sismos que se registraron en Jucuapa y Chinameca, el 6 de mayo de dicho año. Los sismos fueron de 6.2 y 5.9 grados.

## Historia
A las 5:02 de la tarde un sismo de 6.2° se deja sentir en El Salvador, causa daños en La Paz, Usulután y San Miguel, la población empieza las labores de rescate por sus mismos medios y 4 minutos después a las 5:06 de la tarde otro sismo considerado réplica, fue de magnitud 5.9° y cayeron más casas de las que habían caído.
Los sismos fueron sentidos hasta Chinameca, San Buenaventura, Santiago de María y Nueva Guadalupe.

## Afectados
Los sismos dejaron 400 muertos, 200 de ellos solo en Jucuapa, 1100 heridos. 25,000 personas sin hogar fueron trasladados por parte del Comité General Ejecutivo Prodamnificados a San Salvador.
Diez días después de la tragedia una mujer fue sacada con vida de entre los escombros de Jucuapa, fue trasladada al Hospital San Juan de Dios, de la ciudad de San Miguel.